# Labanoon
Labanoon est un groupe de rock thaïlandais.

## Biographie
Le groupe est fondé par trois étudiants musulmans du Collège islamique de Thaïlande.
Laba noon signifie « lait frais » en arabe. D'après eux, ce nom témoigne de la simplicité de leur musique et de la composition de leur groupe.

## Membres
- Chant et guitare : Methee Arun
- Basse : Anan Saman
- Batterie : Nathanon Thongoon

## Discographie
- 2015 : Nom Kon Wan: The Very Best Of Labanoon
- 2013 : Keep Rocking (15th Anniversary)
- 2012 : Keep Rocking
- 2006 : 24 Chuamong
- Octobre 2005 : Siam center
- 2004 : One
- 2003 : Clear
- 2002 : Khon tua dum
- 2000 : 191
- 1998 : Nomsod

## Maisons de disque
- Genie Records
- LABANOON Records
- Music Bugs